# Eridolius verzhutzkii
Eridolius verzhutzkii là một loài tò vò trong họ Ichneumonidae.